# Ruta Nacional 288 (Argentina)
La Ruta Nacional 288 es una carretera argentina, que se encuentra en el centro de la Provincia de Santa Cruz. En su recorrido de 272 kilómetros une el puerto de Punta Quilla con la Ruta Nacional 40 en las cercanías del pueblo Tres Lagos. Fue construida entre 1952 y 1953 en el marco del Segundo Plan Quinquenal durante el gobierno de Juan Domingo Perón
Esta ruta se superpone con la Ruta Nacional 3 entre los km 42 y 51, correspondiendo a los km 2381 y 2372 respectivamente.

## Localidades
Las ciudades y pueblos por los que pasa esta ruta de este a oeste son las siguientes (los pueblos con menos de 5000 habitantes figuran en itálica).

### Provincia de Santa Cruz
Recorrido: 272 km (kilómetro 0 a 272).
- Departamento Corpen Aike: Puerto Santa Cruz (km 15) y Comandante Luis Piedrabuena (km 51).
- Departamento Lago Argentino: Tres Lagos (km 270).

## Gestión
A través de un convenio con la Dirección Provincial de Vialidad de la Provincia de Santa Cruz, esta repartición se hace cargo del mantenimiento de la ruta mediante la modalidad de transferencia de funciones operativas (TFO).
Fue repavimentada y ensanchada en 2007. Tras la apertura de licitaciones para la repavimentación de rutas nacionales y provinciales, obras que demandaron una inversión superior a los 600 millones de pesos.